# Disney Channel Holiday Playlist
Disney Channel Holiday Playlist oversat til dansk Disney Channel Julesange, er et julealbum af forskellige Disneystjerner såsom: Ross Lynch, Bella Thorne, Zendaya, Bridgit Mendler, Adam Hicks, Coco Jones og McClain Sisters. 
Albummet udkommer til oktober 2012.

## Trackliste
| 1.  | "Shake Santa Shake" (Zendaya)                         |  |  | 2:56 |
| 2.  | "Rockin' Around the Christmas Tree" (Bella Thorne)    |  |  | 2:12 |
| 3.  | "Christmas Soul" (Ross Lynch)                         |  |  | 3:04 |
| 4.  | "Jingle Bell Rock" (McClain Sisters)                  |  |  | 2:07 |
| 5.  | "My Song for You" (Bridgit Mendler & Shane Harper)    |  |  | 3:21 |
| 6.  | "Winter Wonderland" (Olivia Holt)                     |  |  | 2:06 |
| 7.  | "Christmas Is Coming" (Ross Lynch & R5)               |  |  | 3:08 |
| 8.  | "All I Want for Christmas Is You" (Caroline Sunshine) |  |  | 3:41 |
| 9.  | "Christmas Night" (Coco Jones)                        |  |  | 3:03 |
| 10. | "Happy Universal Holidays" (Adam Hicks)               |  |  | 2:35 |
| 11. | "Deck the Halls" (Debby Ryan)                         |  |  | 2:24 |